# Lars Buraas
Lars Halvdan Buraas (* 17. Januar 1995 in Lillehammer) ist ein norwegischer Nordischer Kombinierer.

## Werdegang
Buraas, der für Hurdal IL startet, gab sein internationales Debüt am 10. Januar 2015 beim Continental-Cup-Wettbewerb in Høydalsmo. Dabei konnte Buraas direkt mit dem neunten Rang überzeugen, sodass er für die Junioren-Weltmeisterschaften 2015 im kasachischen Almaty nominiert wurde. Dort gewann er gemeinsam mit Simen Tiller, Harald Johnas Riiber und Jarl Magnus Riiber die Bronzemedaille im Teamwettbewerb. Beim Gundersen Einzel über zehn Kilometer wurde Buraas starker Fünfter und auch im Sprint über fünf Kilometer konnte er als Achter auf sich aufmerksam machen. Dennoch absolvierte Buraas erst im Januar 2016 seinen nächsten internationalen Wettkampf, als er beim Continental Cup in Høydalsmo den dreizehnten sowie tags darauf den achten Platz belegte. Auch in der Continental-Cup-Saison 2016/17 ging er nur bei wenigen Continental-Cup-Wettbewerben an den Start, erreichte allerdings mit dem sechsten Rang in Otepää Ende 2017 sein bis dato bestes Karriereergebnis. Bei den Norwegischen Meisterschaften 2018 gewann Buraas die Silbermedaille im Teamsprint gemeinsam mit Jens Lurås Oftebro. 
Erst in der Continental-Cup-Saison 2018/19 war Buraas regelmäßig Teil des norwegischen Teams und konnte dabei weitestgehend überzeugen. Ende Dezember 2018 erreichte er in Steamboat Springs erstmals als Dritter das Podest und auch im restlichen Winter platzierte er sich meistens in den Punkterängen. Anders verlief dahingegen sein Debüt im Weltcup, als er bei beiden Wettkämpfen in Otepää die Top 30 verpasste. Die Saison schloss er auf dem elften Platz der Continental-Cup-Gesamtwertung ab. Anfang Dezember 2019 war Buraas Teil der nationalen Gruppe bei den Weltcup-Wettkämpfen in Lillehammer, verpasste allerdings trotz herausragender Laufleistungen beides Mal als 32. die Punkteränge. Auch im Continental Cup tat sich Buraas zunächst schwer. Besonders seine Sprungform verhinderte immer wieder eine vordere Platzierung. Obwohl er beim Gundersen Einzel Ende Januar 2020 im heimischen Rena erneut fast aussichtslos von Rang 39 mit 2:12 Minuten Rückstand auf die Loipe ging, gelang ihm einmal mehr die schnellste Laufzeit des Feldes, womit er schließlich Zweiter hinter Lars Ivar Skårset wurde. Es war die zweite Podestplatzierung seiner Karriere im zweitklassigen Continental Cup. Die Saison schloss er auf dem sechsten Rang in der Continental-Cup-Gesamtwertung ab. 
Bei den norwegischen Sommermeisterschaften 2020 in Lillehammer belegte Buraas den neunten Rang im Gundersen Einzel von der Normalschanze und wurde zudem Elfter im Gundersen-Wettkampf von der Großschanze. Dabei wiederholte sich das Muster seines bisherigen Karriereverlaufs, da er jeweils eine der zwei besten Laufzeiten des Teilnehmerfeldes zeigte, jedoch nach dem Sprunglauf bereits in einer aussichtslosen Position war. Im Winter 2020/21 trat er erstmals im Januar im Rahmen des Continental Cups in Klingenthal bei einem internationalen Wettbewerb an, doch konnte er im Vogtland noch nicht an seine Vorjahresleistungen anknüpfen. Erst beim darauffolgenden Wochenende in Eisenerz konnte er mit drei neunten Plätzen in die Top 10 vorrücken. Anfang Februar in Lahti erreichte er als Zweiter hinter Andreas Skoglund zum fünften Mal das Podest, ehe er tags darauf nach Rang 30 im Sprunglauf noch auf den ersten Platz vorlief und so seinen ersten Continental-Cup-Sieg feierte. Zum Saisonabschluss wurde er in Klingenthal erneut im Weltcup eingesetzt, belegte dabei am ersten Wettkampftag den 41. Platz und verpasste für den zweiten Wettbewerb die Qualifikation. In der Continental-Cup-Gesamtwertung wurde Buraas Zehnter.

## Erfolge

### Continental-Cup-Siege im Einzel
| Nr. | Datum           | Ort   | Disziplin               |
| --- | --------------- | ----- | ----------------------- |
| 1.  | 7. Februar 2021 | Lahti | Gundersen Normalschanze |

## Statistik

### Continental-Cup-Platzierungen
| Saison  | Platz | Punkte |
| ------- | ----- | ------ |
| 2014/15 | 60.   | 041    |
| 2015/16 | 27.   | 137    |
| 2016/17 | 29.   | 126    |
| 2017/18 | 39.   | 116    |
| 2018/19 | 11.   | 321    |
| 2019/20 | 06.   | 447    |
| 2020/21 | 10.   | 302    |